# Paladina
Paladina est une commune italienne de la province de Bergame, dans la région Lombardie.

## Personnages
- Elena Cattaneo, 1962, neurobiolologiste, sénatrice à vie de la République italienne depuis le 30 août 2013.

## Administration
| Période                                  | Période | Identité | Étiquette | Qualité |
| ---------------------------------------- | ------- | -------- | --------- | ------- |
|                                          |         |          |           |         |
| Les données manquantes sont à compléter. |         |          |           |         |

### Hameaux
Sombreno

### Communes limitrophes
Almè, Almenno San Bartolomeo, Almenno San Salvatore, Bergame, Sorisole, Valbrembo